# Визија младом Вартоломеу (слика)
Визија младом Вартоломеу (рус. Видение отроку Варфоломею) је слика руског уметника Михаила Нестерова, прво и најпознатије дело у његовој серији о Сергију Радоњешком, средњовековном руском светитељу. Сматра се „инаугурационим делом руског симболистичког покрета“. Данас се налази у колекцији Третјаковске галерије у Москви.
Слика Светог Сергија Радоњешког, рођеног Вартоломеј, била је блиска и драга уметнику од детињства и била је оличење моралног идеала за Нестерова. Нестеров је светом Сергију дао посебно важну улогу у окупљању руског народа. Слика илуструје епизоду из „Житија светог Сергија“ Епифанија Мудрог.
Скице пејзажа уметник је направио 1899. године у близини  Лавре Светог Тројства, настанивши се у селу Комјаково код Абрамцева и Радоњежа . Абрамцево је постало једно од његових омиљених места. Тамо је завршио пејзажни део и потом отишао у Уфу . Уметник је био у журби, јер се припремао за XVIII изложбу Передвижника и упркос грипу, наставио је да активно ради. Једног дана му се завртело у глави, спотакао се (стајао је на малој столици), пао и оштетио платно. Било је немогуће наставити рад, требало му је ново платно, које је коначно донето.
Слика, која је изазвала највише контрадикторних мишљења, постала је сензација на XVIII изложби Передвижника, а купио ју је Павел Третјаков за своју галерију. До краја живота, уметник је био уверен да је Визија младог Вартоломеја остала његово најбоље дело.
Каснија верзија слике, која датира из 1922. године, продата је у аукцијској кући Сотеби у 2007. за 4,3 милиона долара (што одговара 6,5 долара милиона у 2024).